# Divinésia
Divinésia är en kommun i Brasilien.   Den ligger i delstaten Minas Gerais, i den sydöstra delen av landet, 800 km sydost om huvudstaden Brasília. Antalet invånare är 3 292.
Omgivningarna runt Divinésia är huvudsakligen savann. Runt Divinésia är det tätbefolkat, med 383 invånare per kvadratkilometer.